# Acrotholus
Acrotholus là một chi khủng long, được Evans Schott D. Larson C. Brown & Ryan mô tả khoa học năm 2013.

## Phân loại khoa học
|  | Colepiocephale             |
|  |                            |
|  | Hanssuesia (sternbergi)    |
|  |                            |
|  | Stegoceras (novomexicanum) |
|  |                            |
|  | Stegoceras (validum)       |
|  |                            |

|  | Acrotholus audeti   |
|  |                     |
|  | Prenocephale prenes |
|  |                     |

|  | Alaskacephale gangloffi         |
|  |                                 |
|  | Pachycephalosaurus wyomingensis |
|  |                                 |

|  | Sphaerotholus |
|  |               |
|  | Sphaerotholus |
|  |               |

|  | Alaskacephale gangloffi         |
|  |                                 |
|  | Pachycephalosaurus wyomingensis |
|  |                                 |

|  | Sphaerotholus |
|  |               |
|  | Sphaerotholus |
|  |               |

|  | Acrotholus audeti   |
|  |                     |
|  | Prenocephale prenes |
|  |                     |

|  | Alaskacephale gangloffi         |
|  |                                 |
|  | Pachycephalosaurus wyomingensis |
|  |                                 |

|  | Sphaerotholus |
|  |               |
|  | Sphaerotholus |
|  |               |

|  | Alaskacephale gangloffi         |
|  |                                 |
|  | Pachycephalosaurus wyomingensis |
|  |                                 |

|  | Sphaerotholus |
|  |               |
|  | Sphaerotholus |
|  |               |

|  | Acrotholus audeti   |
|  |                     |
|  | Prenocephale prenes |
|  |                     |

|  | Alaskacephale gangloffi         |
|  |                                 |
|  | Pachycephalosaurus wyomingensis |
|  |                                 |

|  | Sphaerotholus |
|  |               |
|  | Sphaerotholus |
|  |               |

|  | Alaskacephale gangloffi         |
|  |                                 |
|  | Pachycephalosaurus wyomingensis |
|  |                                 |

|  | Sphaerotholus |
|  |               |
|  | Sphaerotholus |
|  |               |

|  | Acrotholus audeti   |
|  |                     |
|  | Prenocephale prenes |
|  |                     |

|  | Alaskacephale gangloffi         |
|  |                                 |
|  | Pachycephalosaurus wyomingensis |
|  |                                 |

|  | Sphaerotholus |
|  |               |
|  | Sphaerotholus |
|  |               |

|  | Alaskacephale gangloffi         |
|  |                                 |
|  | Pachycephalosaurus wyomingensis |
|  |                                 |

|  | Sphaerotholus |
|  |               |
|  | Sphaerotholus |
|  |               |

|  | Acrotholus audeti   |
|  |                     |
|  | Prenocephale prenes |
|  |                     |

|  | Alaskacephale gangloffi         |
|  |                                 |
|  | Pachycephalosaurus wyomingensis |
|  |                                 |

|  | Sphaerotholus |
|  |               |
|  | Sphaerotholus |
|  |               |

|  | Alaskacephale gangloffi         |
|  |                                 |
|  | Pachycephalosaurus wyomingensis |
|  |                                 |

|  | Sphaerotholus |
|  |               |
|  | Sphaerotholus |
|  |               |

|  | Acrotholus audeti   |
|  |                     |
|  | Prenocephale prenes |
|  |                     |

|  | Alaskacephale gangloffi         |
|  |                                 |
|  | Pachycephalosaurus wyomingensis |
|  |                                 |

|  | Sphaerotholus |
|  |               |
|  | Sphaerotholus |
|  |               |

|  | Alaskacephale gangloffi         |
|  |                                 |
|  | Pachycephalosaurus wyomingensis |
|  |                                 |

|  | Sphaerotholus |
|  |               |
|  | Sphaerotholus |
|  |               |

|  | Acrotholus audeti   |
|  |                     |
|  | Prenocephale prenes |
|  |                     |

|  | Alaskacephale gangloffi         |
|  |                                 |
|  | Pachycephalosaurus wyomingensis |
|  |                                 |

|  | Sphaerotholus |
|  |               |
|  | Sphaerotholus |
|  |               |

|  | Alaskacephale gangloffi         |
|  |                                 |
|  | Pachycephalosaurus wyomingensis |
|  |                                 |

|  | Sphaerotholus |
|  |               |
|  | Sphaerotholus |
|  |               |

|  | Acrotholus audeti   |
|  |                     |
|  | Prenocephale prenes |
|  |                     |

|  | Alaskacephale gangloffi         |
|  |                                 |
|  | Pachycephalosaurus wyomingensis |
|  |                                 |

|  | Sphaerotholus |
|  |               |
|  | Sphaerotholus |
|  |               |

|  | Alaskacephale gangloffi         |
|  |                                 |
|  | Pachycephalosaurus wyomingensis |
|  |                                 |

|  | Sphaerotholus |
|  |               |
|  | Sphaerotholus |
|  |               |

|  | Acrotholus audeti   |
|  |                     |
|  | Prenocephale prenes |
|  |                     |

|  | Alaskacephale gangloffi         |
|  |                                 |
|  | Pachycephalosaurus wyomingensis |
|  |                                 |

|  | Sphaerotholus |
|  |               |
|  | Sphaerotholus |
|  |               |

|  | Alaskacephale gangloffi         |
|  |                                 |
|  | Pachycephalosaurus wyomingensis |
|  |                                 |

|  | Sphaerotholus |
|  |               |
|  | Sphaerotholus |
|  |               |

|  | Acrotholus audeti   |
|  |                     |
|  | Prenocephale prenes |
|  |                     |

|  | Alaskacephale gangloffi         |
|  |                                 |
|  | Pachycephalosaurus wyomingensis |
|  |                                 |

|  | Sphaerotholus |
|  |               |
|  | Sphaerotholus |
|  |               |

|  | Alaskacephale gangloffi         |
|  |                                 |
|  | Pachycephalosaurus wyomingensis |
|  |                                 |

|  | Sphaerotholus |
|  |               |
|  | Sphaerotholus |
|  |               |

|  | Acrotholus audeti   |
|  |                     |
|  | Prenocephale prenes |
|  |                     |

|  | Alaskacephale gangloffi         |
|  |                                 |
|  | Pachycephalosaurus wyomingensis |
|  |                                 |

|  | Sphaerotholus |
|  |               |
|  | Sphaerotholus |
|  |               |

|  | Alaskacephale gangloffi         |
|  |                                 |
|  | Pachycephalosaurus wyomingensis |
|  |                                 |

|  | Sphaerotholus |
|  |               |
|  | Sphaerotholus |
|  |               |

|  | Acrotholus audeti   |
|  |                     |
|  | Prenocephale prenes |
|  |                     |

|  | Alaskacephale gangloffi         |
|  |                                 |
|  | Pachycephalosaurus wyomingensis |
|  |                                 |

|  | Sphaerotholus |
|  |               |
|  | Sphaerotholus |
|  |               |

|  | Alaskacephale gangloffi         |
|  |                                 |
|  | Pachycephalosaurus wyomingensis |
|  |                                 |

|  | Sphaerotholus |
|  |               |
|  | Sphaerotholus |
|  |               |

|  | Acrotholus audeti   |
|  |                     |
|  | Prenocephale prenes |
|  |                     |

|  | Alaskacephale gangloffi         |
|  |                                 |
|  | Pachycephalosaurus wyomingensis |
|  |                                 |

|  | Sphaerotholus |
|  |               |
|  | Sphaerotholus |
|  |               |

|  | Alaskacephale gangloffi         |
|  |                                 |
|  | Pachycephalosaurus wyomingensis |
|  |                                 |

|  | Sphaerotholus |
|  |               |
|  | Sphaerotholus |
|  |               |

|  | Acrotholus audeti   |
|  |                     |
|  | Prenocephale prenes |
|  |                     |

|  | Alaskacephale gangloffi         |
|  |                                 |
|  | Pachycephalosaurus wyomingensis |
|  |                                 |

|  | Sphaerotholus |
|  |               |
|  | Sphaerotholus |
|  |               |

|  | Alaskacephale gangloffi         |
|  |                                 |
|  | Pachycephalosaurus wyomingensis |
|  |                                 |

|  | Sphaerotholus |
|  |               |
|  | Sphaerotholus |
|  |               |

|  | Acrotholus audeti   |
|  |                     |
|  | Prenocephale prenes |
|  |                     |

|  | Alaskacephale gangloffi         |
|  |                                 |
|  | Pachycephalosaurus wyomingensis |
|  |                                 |

|  | Sphaerotholus |
|  |               |
|  | Sphaerotholus |
|  |               |

|  | Alaskacephale gangloffi         |
|  |                                 |
|  | Pachycephalosaurus wyomingensis |
|  |                                 |

|  | Sphaerotholus |
|  |               |
|  | Sphaerotholus |
|  |               |

|  | Acrotholus audeti   |
|  |                     |
|  | Prenocephale prenes |
|  |                     |

|  | Alaskacephale gangloffi         |
|  |                                 |
|  | Pachycephalosaurus wyomingensis |
|  |                                 |

|  | Sphaerotholus |
|  |               |
|  | Sphaerotholus |
|  |               |

|  | Alaskacephale gangloffi         |
|  |                                 |
|  | Pachycephalosaurus wyomingensis |
|  |                                 |

|  | Sphaerotholus |
|  |               |
|  | Sphaerotholus |
|  |               |

|  | Acrotholus audeti   |
|  |                     |
|  | Prenocephale prenes |
|  |                     |

|  | Alaskacephale gangloffi         |
|  |                                 |
|  | Pachycephalosaurus wyomingensis |
|  |                                 |

|  | Sphaerotholus |
|  |               |
|  | Sphaerotholus |
|  |               |

|  | Alaskacephale gangloffi         |
|  |                                 |
|  | Pachycephalosaurus wyomingensis |
|  |                                 |

|  | Sphaerotholus |
|  |               |
|  | Sphaerotholus |
|  |               |

|  | Acrotholus audeti   |
|  |                     |
|  | Prenocephale prenes |
|  |                     |

|  | Alaskacephale gangloffi         |
|  |                                 |
|  | Pachycephalosaurus wyomingensis |
|  |                                 |

|  | Sphaerotholus |
|  |               |
|  | Sphaerotholus |
|  |               |

|  | Alaskacephale gangloffi         |
|  |                                 |
|  | Pachycephalosaurus wyomingensis |
|  |                                 |

|  | Sphaerotholus |
|  |               |
|  | Sphaerotholus |
|  |               |

|  | Acrotholus audeti   |
|  |                     |
|  | Prenocephale prenes |
|  |                     |

|  | Alaskacephale gangloffi         |
|  |                                 |
|  | Pachycephalosaurus wyomingensis |
|  |                                 |

|  | Sphaerotholus |
|  |               |
|  | Sphaerotholus |
|  |               |

|  | Alaskacephale gangloffi         |
|  |                                 |
|  | Pachycephalosaurus wyomingensis |
|  |                                 |

|  | Sphaerotholus |
|  |               |
|  | Sphaerotholus |
|  |               |

|  | Acrotholus audeti   |
|  |                     |
|  | Prenocephale prenes |
|  |                     |

|  | Alaskacephale gangloffi         |
|  |                                 |
|  | Pachycephalosaurus wyomingensis |
|  |                                 |

|  | Sphaerotholus |
|  |               |
|  | Sphaerotholus |
|  |               |

|  | Alaskacephale gangloffi         |
|  |                                 |
|  | Pachycephalosaurus wyomingensis |
|  |                                 |

|  | Sphaerotholus |
|  |               |
|  | Sphaerotholus |
|  |               |

|  | Acrotholus audeti   |
|  |                     |
|  | Prenocephale prenes |
|  |                     |

|  | Alaskacephale gangloffi         |
|  |                                 |
|  | Pachycephalosaurus wyomingensis |
|  |                                 |

|  | Sphaerotholus |
|  |               |
|  | Sphaerotholus |
|  |               |

|  | Alaskacephale gangloffi         |
|  |                                 |
|  | Pachycephalosaurus wyomingensis |
|  |                                 |

|  | Sphaerotholus |
|  |               |
|  | Sphaerotholus |
|  |               |

|  | Acrotholus audeti   |
|  |                     |
|  | Prenocephale prenes |
|  |                     |

|  | Alaskacephale gangloffi         |
|  |                                 |
|  | Pachycephalosaurus wyomingensis |
|  |                                 |

|  | Sphaerotholus |
|  |               |
|  | Sphaerotholus |
|  |               |

|  | Alaskacephale gangloffi         |
|  |                                 |
|  | Pachycephalosaurus wyomingensis |
|  |                                 |

|  | Sphaerotholus |
|  |               |
|  | Sphaerotholus |
|  |               |

|  | Acrotholus audeti   |
|  |                     |
|  | Prenocephale prenes |
|  |                     |

|  | Alaskacephale gangloffi         |
|  |                                 |
|  | Pachycephalosaurus wyomingensis |
|  |                                 |

|  | Sphaerotholus |
|  |               |
|  | Sphaerotholus |
|  |               |

|  | Alaskacephale gangloffi         |
|  |                                 |
|  | Pachycephalosaurus wyomingensis |
|  |                                 |

|  | Sphaerotholus |
|  |               |
|  | Sphaerotholus |
|  |               |

|  | Acrotholus audeti   |
|  |                     |
|  | Prenocephale prenes |
|  |                     |

|  | Alaskacephale gangloffi         |
|  |                                 |
|  | Pachycephalosaurus wyomingensis |
|  |                                 |

|  | Sphaerotholus |
|  |               |
|  | Sphaerotholus |
|  |               |

|  | Alaskacephale gangloffi         |
|  |                                 |
|  | Pachycephalosaurus wyomingensis |
|  |                                 |

|  | Sphaerotholus |
|  |               |
|  | Sphaerotholus |
|  |               |

|  | Acrotholus audeti   |
|  |                     |
|  | Prenocephale prenes |
|  |                     |

|  | Alaskacephale gangloffi         |
|  |                                 |
|  | Pachycephalosaurus wyomingensis |
|  |                                 |

|  | Sphaerotholus |
|  |               |
|  | Sphaerotholus |
|  |               |

|  | Alaskacephale gangloffi         |
|  |                                 |
|  | Pachycephalosaurus wyomingensis |
|  |                                 |

|  | Sphaerotholus |
|  |               |
|  | Sphaerotholus |
|  |               |

|  | Acrotholus audeti   |
|  |                     |
|  | Prenocephale prenes |
|  |                     |

|  | Alaskacephale gangloffi         |
|  |                                 |
|  | Pachycephalosaurus wyomingensis |
|  |                                 |

|  | Sphaerotholus |
|  |               |
|  | Sphaerotholus |
|  |               |

|  | Alaskacephale gangloffi         |
|  |                                 |
|  | Pachycephalosaurus wyomingensis |
|  |                                 |

|  | Sphaerotholus |
|  |               |
|  | Sphaerotholus |
|  |               |

|  | Acrotholus audeti   |
|  |                     |
|  | Prenocephale prenes |
|  |                     |

|  | Alaskacephale gangloffi         |
|  |                                 |
|  | Pachycephalosaurus wyomingensis |
|  |                                 |

|  | Sphaerotholus |
|  |               |
|  | Sphaerotholus |
|  |               |

|  | Alaskacephale gangloffi         |
|  |                                 |
|  | Pachycephalosaurus wyomingensis |
|  |                                 |

|  | Sphaerotholus |
|  |               |
|  | Sphaerotholus |
|  |               |

|  | Acrotholus audeti   |
|  |                     |
|  | Prenocephale prenes |
|  |                     |

|  | Alaskacephale gangloffi         |
|  |                                 |
|  | Pachycephalosaurus wyomingensis |
|  |                                 |

|  | Sphaerotholus |
|  |               |
|  | Sphaerotholus |
|  |               |

|  | Alaskacephale gangloffi         |
|  |                                 |
|  | Pachycephalosaurus wyomingensis |
|  |                                 |

|  | Sphaerotholus |
|  |               |
|  | Sphaerotholus |
|  |               |

|  | Acrotholus audeti   |
|  |                     |
|  | Prenocephale prenes |
|  |                     |

|  | Alaskacephale gangloffi         |
|  |                                 |
|  | Pachycephalosaurus wyomingensis |
|  |                                 |

|  | Sphaerotholus |
|  |               |
|  | Sphaerotholus |
|  |               |

|  | Alaskacephale gangloffi         |
|  |                                 |
|  | Pachycephalosaurus wyomingensis |
|  |                                 |

|  | Sphaerotholus |
|  |               |
|  | Sphaerotholus |
|  |               |

|  | Acrotholus audeti   |
|  |                     |
|  | Prenocephale prenes |
|  |                     |

|  | Alaskacephale gangloffi         |
|  |                                 |
|  | Pachycephalosaurus wyomingensis |
|  |                                 |

|  | Sphaerotholus |
|  |               |
|  | Sphaerotholus |
|  |               |

|  | Alaskacephale gangloffi         |
|  |                                 |
|  | Pachycephalosaurus wyomingensis |
|  |                                 |

|  | Sphaerotholus |
|  |               |
|  | Sphaerotholus |
|  |               |

|  | Acrotholus audeti   |
|  |                     |
|  | Prenocephale prenes |
|  |                     |

|  | Alaskacephale gangloffi         |
|  |                                 |
|  | Pachycephalosaurus wyomingensis |
|  |                                 |

|  | Sphaerotholus |
|  |               |
|  | Sphaerotholus |
|  |               |

|  | Alaskacephale gangloffi         |
|  |                                 |
|  | Pachycephalosaurus wyomingensis |
|  |                                 |

|  | Sphaerotholus |
|  |               |
|  | Sphaerotholus |
|  |               |

|  | Acrotholus audeti   |
|  |                     |
|  | Prenocephale prenes |
|  |                     |

|  | Alaskacephale gangloffi         |
|  |                                 |
|  | Pachycephalosaurus wyomingensis |
|  |                                 |

|  | Sphaerotholus |
|  |               |
|  | Sphaerotholus |
|  |               |

|  | Alaskacephale gangloffi         |
|  |                                 |
|  | Pachycephalosaurus wyomingensis |
|  |                                 |

|  | Sphaerotholus |
|  |               |
|  | Sphaerotholus |
|  |               |

|  | Acrotholus audeti   |
|  |                     |
|  | Prenocephale prenes |
|  |                     |

|  | Alaskacephale gangloffi         |
|  |                                 |
|  | Pachycephalosaurus wyomingensis |
|  |                                 |

|  | Sphaerotholus |
|  |               |
|  | Sphaerotholus |
|  |               |

|  | Alaskacephale gangloffi         |
|  |                                 |
|  | Pachycephalosaurus wyomingensis |
|  |                                 |

|  | Sphaerotholus |
|  |               |
|  | Sphaerotholus |
|  |               |

|  | Acrotholus audeti   |
|  |                     |
|  | Prenocephale prenes |
|  |                     |

|  | Alaskacephale gangloffi         |
|  |                                 |
|  | Pachycephalosaurus wyomingensis |
|  |                                 |

|  | Sphaerotholus |
|  |               |
|  | Sphaerotholus |
|  |               |

|  | Alaskacephale gangloffi         |
|  |                                 |
|  | Pachycephalosaurus wyomingensis |
|  |                                 |

|  | Sphaerotholus |
|  |               |
|  | Sphaerotholus |
|  |               |

|  | Acrotholus audeti   |
|  |                     |
|  | Prenocephale prenes |
|  |                     |

|  | Alaskacephale gangloffi         |
|  |                                 |
|  | Pachycephalosaurus wyomingensis |
|  |                                 |

|  | Sphaerotholus |
|  |               |
|  | Sphaerotholus |
|  |               |

|  | Alaskacephale gangloffi         |
|  |                                 |
|  | Pachycephalosaurus wyomingensis |
|  |                                 |

|  | Sphaerotholus |
|  |               |
|  | Sphaerotholus |
|  |               |

|  | Acrotholus audeti   |
|  |                     |
|  | Prenocephale prenes |
|  |                     |

|  | Alaskacephale gangloffi         |
|  |                                 |
|  | Pachycephalosaurus wyomingensis |
|  |                                 |

|  | Sphaerotholus |
|  |               |
|  | Sphaerotholus |
|  |               |

|  | Alaskacephale gangloffi         |
|  |                                 |
|  | Pachycephalosaurus wyomingensis |
|  |                                 |

|  | Sphaerotholus |
|  |               |
|  | Sphaerotholus |
|  |               |

|  | Acrotholus audeti   |
|  |                     |
|  | Prenocephale prenes |
|  |                     |

|  | Alaskacephale gangloffi         |
|  |                                 |
|  | Pachycephalosaurus wyomingensis |
|  |                                 |

|  | Sphaerotholus |
|  |               |
|  | Sphaerotholus |
|  |               |

|  | Alaskacephale gangloffi         |
|  |                                 |
|  | Pachycephalosaurus wyomingensis |
|  |                                 |

|  | Sphaerotholus |
|  |               |
|  | Sphaerotholus |
|  |               |

|  | Acrotholus audeti   |
|  |                     |
|  | Prenocephale prenes |
|  |                     |

|  | Alaskacephale gangloffi         |
|  |                                 |
|  | Pachycephalosaurus wyomingensis |
|  |                                 |

|  | Sphaerotholus |
|  |               |
|  | Sphaerotholus |
|  |               |

|  | Alaskacephale gangloffi         |
|  |                                 |
|  | Pachycephalosaurus wyomingensis |
|  |                                 |

|  | Sphaerotholus |
|  |               |
|  | Sphaerotholus |
|  |               |

|  | Acrotholus audeti   |
|  |                     |
|  | Prenocephale prenes |
|  |                     |

|  | Alaskacephale gangloffi         |
|  |                                 |
|  | Pachycephalosaurus wyomingensis |
|  |                                 |

|  | Sphaerotholus |
|  |               |
|  | Sphaerotholus |
|  |               |

|  | Alaskacephale gangloffi         |
|  |                                 |
|  | Pachycephalosaurus wyomingensis |
|  |                                 |

|  | Sphaerotholus |
|  |               |
|  | Sphaerotholus |
|  |               |

|  | Acrotholus audeti   |
|  |                     |
|  | Prenocephale prenes |
|  |                     |

|  | Alaskacephale gangloffi         |
|  |                                 |
|  | Pachycephalosaurus wyomingensis |
|  |                                 |

|  | Sphaerotholus |
|  |               |
|  | Sphaerotholus |
|  |               |

|  | Alaskacephale gangloffi         |
|  |                                 |
|  | Pachycephalosaurus wyomingensis |
|  |                                 |

|  | Sphaerotholus |
|  |               |
|  | Sphaerotholus |
|  |               |

|  | Acrotholus audeti   |
|  |                     |
|  | Prenocephale prenes |
|  |                     |

|  | Alaskacephale gangloffi         |
|  |                                 |
|  | Pachycephalosaurus wyomingensis |
|  |                                 |

|  | Sphaerotholus |
|  |               |
|  | Sphaerotholus |
|  |               |

|  | Alaskacephale gangloffi         |
|  |                                 |
|  | Pachycephalosaurus wyomingensis |
|  |                                 |

|  | Sphaerotholus |
|  |               |
|  | Sphaerotholus |
|  |               |

|  | Acrotholus audeti   |
|  |                     |
|  | Prenocephale prenes |
|  |                     |

|  | Alaskacephale gangloffi         |
|  |                                 |
|  | Pachycephalosaurus wyomingensis |
|  |                                 |

|  | Sphaerotholus |
|  |               |
|  | Sphaerotholus |
|  |               |

|  | Alaskacephale gangloffi         |
|  |                                 |
|  | Pachycephalosaurus wyomingensis |
|  |                                 |

|  | Sphaerotholus |
|  |               |
|  | Sphaerotholus |
|  |               |

|  | Acrotholus audeti   |
|  |                     |
|  | Prenocephale prenes |
|  |                     |

|  | Alaskacephale gangloffi         |
|  |                                 |
|  | Pachycephalosaurus wyomingensis |
|  |                                 |

|  | Sphaerotholus |
|  |               |
|  | Sphaerotholus |
|  |               |

|  | Alaskacephale gangloffi         |
|  |                                 |
|  | Pachycephalosaurus wyomingensis |
|  |                                 |

|  | Sphaerotholus |
|  |               |
|  | Sphaerotholus |
|  |               |

|  | Acrotholus audeti   |
|  |                     |
|  | Prenocephale prenes |
|  |                     |

|  | Alaskacephale gangloffi         |
|  |                                 |
|  | Pachycephalosaurus wyomingensis |
|  |                                 |

|  | Sphaerotholus |
|  |               |
|  | Sphaerotholus |
|  |               |

|  | Alaskacephale gangloffi         |
|  |                                 |
|  | Pachycephalosaurus wyomingensis |
|  |                                 |

|  | Sphaerotholus |
|  |               |
|  | Sphaerotholus |
|  |               |

|  | Acrotholus audeti   |
|  |                     |
|  | Prenocephale prenes |
|  |                     |

|  | Alaskacephale gangloffi         |
|  |                                 |
|  | Pachycephalosaurus wyomingensis |
|  |                                 |

|  | Sphaerotholus |
|  |               |
|  | Sphaerotholus |
|  |               |

|  | Alaskacephale gangloffi         |
|  |                                 |
|  | Pachycephalosaurus wyomingensis |
|  |                                 |

|  | Sphaerotholus |
|  |               |
|  | Sphaerotholus |
|  |               |

|  | Acrotholus audeti   |
|  |                     |
|  | Prenocephale prenes |
|  |                     |

|  | Alaskacephale gangloffi         |
|  |                                 |
|  | Pachycephalosaurus wyomingensis |
|  |                                 |

|  | Sphaerotholus |
|  |               |
|  | Sphaerotholus |
|  |               |

|  | Alaskacephale gangloffi         |
|  |                                 |
|  | Pachycephalosaurus wyomingensis |
|  |                                 |

|  | Sphaerotholus |
|  |               |
|  | Sphaerotholus |
|  |               |

|  | Acrotholus audeti   |
|  |                     |
|  | Prenocephale prenes |
|  |                     |

|  | Alaskacephale gangloffi         |
|  |                                 |
|  | Pachycephalosaurus wyomingensis |
|  |                                 |

|  | Sphaerotholus |
|  |               |
|  | Sphaerotholus |
|  |               |

|  | Alaskacephale gangloffi         |
|  |                                 |
|  | Pachycephalosaurus wyomingensis |
|  |                                 |

|  | Sphaerotholus |
|  |               |
|  | Sphaerotholus |
|  |               |

|  | Acrotholus audeti   |
|  |                     |
|  | Prenocephale prenes |
|  |                     |

|  | Alaskacephale gangloffi         |
|  |                                 |
|  | Pachycephalosaurus wyomingensis |
|  |                                 |

|  | Sphaerotholus |
|  |               |
|  | Sphaerotholus |
|  |               |

|  | Alaskacephale gangloffi         |
|  |                                 |
|  | Pachycephalosaurus wyomingensis |
|  |                                 |

|  | Sphaerotholus |
|  |               |
|  | Sphaerotholus |
|  |               |

|  | Acrotholus audeti   |
|  |                     |
|  | Prenocephale prenes |
|  |                     |

|  | Alaskacephale gangloffi         |
|  |                                 |
|  | Pachycephalosaurus wyomingensis |
|  |                                 |

|  | Sphaerotholus |
|  |               |
|  | Sphaerotholus |
|  |               |

|  | Alaskacephale gangloffi         |
|  |                                 |
|  | Pachycephalosaurus wyomingensis |
|  |                                 |

|  | Sphaerotholus |
|  |               |
|  | Sphaerotholus |
|  |               |

|  | Acrotholus audeti   |
|  |                     |
|  | Prenocephale prenes |
|  |                     |

|  | Alaskacephale gangloffi         |
|  |                                 |
|  | Pachycephalosaurus wyomingensis |
|  |                                 |

|  | Sphaerotholus |
|  |               |
|  | Sphaerotholus |
|  |               |

|  | Alaskacephale gangloffi         |
|  |                                 |
|  | Pachycephalosaurus wyomingensis |
|  |                                 |

|  | Sphaerotholus |
|  |               |
|  | Sphaerotholus |
|  |               |

|  | Acrotholus audeti   |
|  |                     |
|  | Prenocephale prenes |
|  |                     |

|  | Alaskacephale gangloffi         |
|  |                                 |
|  | Pachycephalosaurus wyomingensis |
|  |                                 |

|  | Sphaerotholus |
|  |               |
|  | Sphaerotholus |
|  |               |

|  | Alaskacephale gangloffi         |
|  |                                 |
|  | Pachycephalosaurus wyomingensis |
|  |                                 |

|  | Sphaerotholus |
|  |               |
|  | Sphaerotholus |
|  |               |

|  | Acrotholus audeti   |
|  |                     |
|  | Prenocephale prenes |
|  |                     |

|  | Alaskacephale gangloffi         |
|  |                                 |
|  | Pachycephalosaurus wyomingensis |
|  |                                 |

|  | Sphaerotholus |
|  |               |
|  | Sphaerotholus |
|  |               |

|  | Alaskacephale gangloffi         |
|  |                                 |
|  | Pachycephalosaurus wyomingensis |
|  |                                 |

|  | Sphaerotholus |
|  |               |
|  | Sphaerotholus |
|  |               |

|  | Acrotholus audeti   |
|  |                     |
|  | Prenocephale prenes |
|  |                     |

|  | Alaskacephale gangloffi         |
|  |                                 |
|  | Pachycephalosaurus wyomingensis |
|  |                                 |

|  | Sphaerotholus |
|  |               |
|  | Sphaerotholus |
|  |               |

|  | Alaskacephale gangloffi         |
|  |                                 |
|  | Pachycephalosaurus wyomingensis |
|  |                                 |

|  | Sphaerotholus |
|  |               |
|  | Sphaerotholus |
|  |               |

|  | Acrotholus audeti   |
|  |                     |
|  | Prenocephale prenes |
|  |                     |

|  | Alaskacephale gangloffi         |
|  |                                 |
|  | Pachycephalosaurus wyomingensis |
|  |                                 |

|  | Sphaerotholus |
|  |               |
|  | Sphaerotholus |
|  |               |

|  | Alaskacephale gangloffi         |
|  |                                 |
|  | Pachycephalosaurus wyomingensis |
|  |                                 |

|  | Sphaerotholus |
|  |               |
|  | Sphaerotholus |
|  |               |

|  | Acrotholus audeti   |
|  |                     |
|  | Prenocephale prenes |
|  |                     |

|  | Alaskacephale gangloffi         |
|  |                                 |
|  | Pachycephalosaurus wyomingensis |
|  |                                 |

|  | Sphaerotholus |
|  |               |
|  | Sphaerotholus |
|  |               |

|  | Alaskacephale gangloffi         |
|  |                                 |
|  | Pachycephalosaurus wyomingensis |
|  |                                 |

|  | Sphaerotholus |
|  |               |
|  | Sphaerotholus |
|  |               |

|  | Acrotholus audeti   |
|  |                     |
|  | Prenocephale prenes |
|  |                     |

|  | Alaskacephale gangloffi         |
|  |                                 |
|  | Pachycephalosaurus wyomingensis |
|  |                                 |

|  | Sphaerotholus |
|  |               |
|  | Sphaerotholus |
|  |               |

|  | Alaskacephale gangloffi         |
|  |                                 |
|  | Pachycephalosaurus wyomingensis |
|  |                                 |

|  | Sphaerotholus |
|  |               |
|  | Sphaerotholus |
|  |               |

|  | Acrotholus audeti   |
|  |                     |
|  | Prenocephale prenes |
|  |                     |

|  | Alaskacephale gangloffi         |
|  |                                 |
|  | Pachycephalosaurus wyomingensis |
|  |                                 |

|  | Sphaerotholus |
|  |               |
|  | Sphaerotholus |
|  |               |

|  | Alaskacephale gangloffi         |
|  |                                 |
|  | Pachycephalosaurus wyomingensis |
|  |                                 |

|  | Sphaerotholus |
|  |               |
|  | Sphaerotholus |
|  |               |

|  | Acrotholus audeti   |
|  |                     |
|  | Prenocephale prenes |
|  |                     |

|  | Alaskacephale gangloffi         |
|  |                                 |
|  | Pachycephalosaurus wyomingensis |
|  |                                 |

|  | Sphaerotholus |
|  |               |
|  | Sphaerotholus |
|  |               |

|  | Alaskacephale gangloffi         |
|  |                                 |
|  | Pachycephalosaurus wyomingensis |
|  |                                 |

|  | Sphaerotholus |
|  |               |
|  | Sphaerotholus |
|  |               |

|  | Acrotholus audeti   |
|  |                     |
|  | Prenocephale prenes |
|  |                     |

|  | Alaskacephale gangloffi         |
|  |                                 |
|  | Pachycephalosaurus wyomingensis |
|  |                                 |

|  | Sphaerotholus |
|  |               |
|  | Sphaerotholus |
|  |               |

|  | Alaskacephale gangloffi         |
|  |                                 |
|  | Pachycephalosaurus wyomingensis |
|  |                                 |

|  | Sphaerotholus |
|  |               |
|  | Sphaerotholus |
|  |               |

|  | Acrotholus audeti   |
|  |                     |
|  | Prenocephale prenes |
|  |                     |

|  | Alaskacephale gangloffi         |
|  |                                 |
|  | Pachycephalosaurus wyomingensis |
|  |                                 |

|  | Sphaerotholus |
|  |               |
|  | Sphaerotholus |
|  |               |

|  | Alaskacephale gangloffi         |
|  |                                 |
|  | Pachycephalosaurus wyomingensis |
|  |                                 |

|  | Sphaerotholus |
|  |               |
|  | Sphaerotholus |
|  |               |

|  | Acrotholus audeti   |
|  |                     |
|  | Prenocephale prenes |
|  |                     |

|  | Alaskacephale gangloffi         |
|  |                                 |
|  | Pachycephalosaurus wyomingensis |
|  |                                 |

|  | Sphaerotholus |
|  |               |
|  | Sphaerotholus |
|  |               |

|  | Alaskacephale gangloffi         |
|  |                                 |
|  | Pachycephalosaurus wyomingensis |
|  |                                 |

|  | Sphaerotholus |
|  |               |
|  | Sphaerotholus |
|  |               |

|  | Acrotholus audeti   |
|  |                     |
|  | Prenocephale prenes |
|  |                     |

|  | Alaskacephale gangloffi         |
|  |                                 |
|  | Pachycephalosaurus wyomingensis |
|  |                                 |

|  | Sphaerotholus |
|  |               |
|  | Sphaerotholus |
|  |               |

|  | Alaskacephale gangloffi         |
|  |                                 |
|  | Pachycephalosaurus wyomingensis |
|  |                                 |

|  | Sphaerotholus |
|  |               |
|  | Sphaerotholus |
|  |               |

|  | Acrotholus audeti   |
|  |                     |
|  | Prenocephale prenes |
|  |                     |

|  | Alaskacephale gangloffi         |
|  |                                 |
|  | Pachycephalosaurus wyomingensis |
|  |                                 |

|  | Sphaerotholus |
|  |               |
|  | Sphaerotholus |
|  |               |

|  | Alaskacephale gangloffi         |
|  |                                 |
|  | Pachycephalosaurus wyomingensis |
|  |                                 |

|  | Sphaerotholus |
|  |               |
|  | Sphaerotholus |
|  |               |

|  | Acrotholus audeti   |
|  |                     |
|  | Prenocephale prenes |
|  |                     |

|  | Alaskacephale gangloffi         |
|  |                                 |
|  | Pachycephalosaurus wyomingensis |
|  |                                 |

|  | Sphaerotholus |
|  |               |
|  | Sphaerotholus |
|  |               |

|  | Alaskacephale gangloffi         |
|  |                                 |
|  | Pachycephalosaurus wyomingensis |
|  |                                 |

|  | Sphaerotholus |
|  |               |
|  | Sphaerotholus |
|  |               |

|  | Colepiocephale             |
|  |                            |
|  | Hanssuesia (sternbergi)    |
|  |                            |
|  | Stegoceras (novomexicanum) |
|  |                            |
|  | Stegoceras (validum)       |
|  |                            |

|  | Acrotholus audeti   |
|  |                     |
|  | Prenocephale prenes |
|  |                     |

|  | Alaskacephale gangloffi         |
|  |                                 |
|  | Pachycephalosaurus wyomingensis |
|  |                                 |

|  | Sphaerotholus |
|  |               |
|  | Sphaerotholus |
|  |               |

|  | Alaskacephale gangloffi         |
|  |                                 |
|  | Pachycephalosaurus wyomingensis |
|  |                                 |

|  | Sphaerotholus |
|  |               |
|  | Sphaerotholus |
|  |               |

|  | Acrotholus audeti   |
|  |                     |
|  | Prenocephale prenes |
|  |                     |

|  | Alaskacephale gangloffi         |
|  |                                 |
|  | Pachycephalosaurus wyomingensis |
|  |                                 |

|  | Sphaerotholus |
|  |               |
|  | Sphaerotholus |
|  |               |

|  | Alaskacephale gangloffi         |
|  |                                 |
|  | Pachycephalosaurus wyomingensis |
|  |                                 |

|  | Sphaerotholus |
|  |               |
|  | Sphaerotholus |
|  |               |

|  | Acrotholus audeti   |
|  |                     |
|  | Prenocephale prenes |
|  |                     |

|  | Alaskacephale gangloffi         |
|  |                                 |
|  | Pachycephalosaurus wyomingensis |
|  |                                 |

|  | Sphaerotholus |
|  |               |
|  | Sphaerotholus |
|  |               |

|  | Alaskacephale gangloffi         |
|  |                                 |
|  | Pachycephalosaurus wyomingensis |
|  |                                 |

|  | Sphaerotholus |
|  |               |
|  | Sphaerotholus |
|  |               |

|  | Acrotholus audeti   |
|  |                     |
|  | Prenocephale prenes |
|  |                     |

|  | Alaskacephale gangloffi         |
|  |                                 |
|  | Pachycephalosaurus wyomingensis |
|  |                                 |

|  | Sphaerotholus |
|  |               |
|  | Sphaerotholus |
|  |               |

|  | Alaskacephale gangloffi         |
|  |                                 |
|  | Pachycephalosaurus wyomingensis |
|  |                                 |

|  | Sphaerotholus |
|  |               |
|  | Sphaerotholus |
|  |               |

|  | Acrotholus audeti   |
|  |                     |
|  | Prenocephale prenes |
|  |                     |

|  | Alaskacephale gangloffi         |
|  |                                 |
|  | Pachycephalosaurus wyomingensis |
|  |                                 |

|  | Sphaerotholus |
|  |               |
|  | Sphaerotholus |
|  |               |

|  | Alaskacephale gangloffi         |
|  |                                 |
|  | Pachycephalosaurus wyomingensis |
|  |                                 |

|  | Sphaerotholus |
|  |               |
|  | Sphaerotholus |
|  |               |

|  | Acrotholus audeti   |
|  |                     |
|  | Prenocephale prenes |
|  |                     |

|  | Alaskacephale gangloffi         |
|  |                                 |
|  | Pachycephalosaurus wyomingensis |
|  |                                 |

|  | Sphaerotholus |
|  |               |
|  | Sphaerotholus |
|  |               |

|  | Alaskacephale gangloffi         |
|  |                                 |
|  | Pachycephalosaurus wyomingensis |
|  |                                 |

|  | Sphaerotholus |
|  |               |
|  | Sphaerotholus |
|  |               |

|  | Acrotholus audeti   |
|  |                     |
|  | Prenocephale prenes |
|  |                     |

|  | Alaskacephale gangloffi         |
|  |                                 |
|  | Pachycephalosaurus wyomingensis |
|  |                                 |

|  | Sphaerotholus |
|  |               |
|  | Sphaerotholus |
|  |               |

|  | Alaskacephale gangloffi         |
|  |                                 |
|  | Pachycephalosaurus wyomingensis |
|  |                                 |

|  | Sphaerotholus |
|  |               |
|  | Sphaerotholus |
|  |               |

|  | Acrotholus audeti   |
|  |                     |
|  | Prenocephale prenes |
|  |                     |

|  | Alaskacephale gangloffi         |
|  |                                 |
|  | Pachycephalosaurus wyomingensis |
|  |                                 |

|  | Sphaerotholus |
|  |               |
|  | Sphaerotholus |
|  |               |

|  | Alaskacephale gangloffi         |
|  |                                 |
|  | Pachycephalosaurus wyomingensis |
|  |                                 |

|  | Sphaerotholus |
|  |               |
|  | Sphaerotholus |
|  |               |

|  | Acrotholus audeti   |
|  |                     |
|  | Prenocephale prenes |
|  |                     |

|  | Alaskacephale gangloffi         |
|  |                                 |
|  | Pachycephalosaurus wyomingensis |
|  |                                 |

|  | Sphaerotholus |
|  |               |
|  | Sphaerotholus |
|  |               |

|  | Alaskacephale gangloffi         |
|  |                                 |
|  | Pachycephalosaurus wyomingensis |
|  |                                 |

|  | Sphaerotholus |
|  |               |
|  | Sphaerotholus |
|  |               |

|  | Acrotholus audeti   |
|  |                     |
|  | Prenocephale prenes |
|  |                     |

|  | Alaskacephale gangloffi         |
|  |                                 |
|  | Pachycephalosaurus wyomingensis |
|  |                                 |

|  | Sphaerotholus |
|  |               |
|  | Sphaerotholus |
|  |               |

|  | Alaskacephale gangloffi         |
|  |                                 |
|  | Pachycephalosaurus wyomingensis |
|  |                                 |

|  | Sphaerotholus |
|  |               |
|  | Sphaerotholus |
|  |               |

|  | Acrotholus audeti   |
|  |                     |
|  | Prenocephale prenes |
|  |                     |

|  | Alaskacephale gangloffi         |
|  |                                 |
|  | Pachycephalosaurus wyomingensis |
|  |                                 |

|  | Sphaerotholus |
|  |               |
|  | Sphaerotholus |
|  |               |

|  | Alaskacephale gangloffi         |
|  |                                 |
|  | Pachycephalosaurus wyomingensis |
|  |                                 |

|  | Sphaerotholus |
|  |               |
|  | Sphaerotholus |
|  |               |

|  | Acrotholus audeti   |
|  |                     |
|  | Prenocephale prenes |
|  |                     |

|  | Alaskacephale gangloffi         |
|  |                                 |
|  | Pachycephalosaurus wyomingensis |
|  |                                 |

|  | Sphaerotholus |
|  |               |
|  | Sphaerotholus |
|  |               |

|  | Alaskacephale gangloffi         |
|  |                                 |
|  | Pachycephalosaurus wyomingensis |
|  |                                 |

|  | Sphaerotholus |
|  |               |
|  | Sphaerotholus |
|  |               |

|  | Acrotholus audeti   |
|  |                     |
|  | Prenocephale prenes |
|  |                     |

|  | Alaskacephale gangloffi         |
|  |                                 |
|  | Pachycephalosaurus wyomingensis |
|  |                                 |

|  | Sphaerotholus |
|  |               |
|  | Sphaerotholus |
|  |               |

|  | Alaskacephale gangloffi         |
|  |                                 |
|  | Pachycephalosaurus wyomingensis |
|  |                                 |

|  | Sphaerotholus |
|  |               |
|  | Sphaerotholus |
|  |               |

|  | Acrotholus audeti   |
|  |                     |
|  | Prenocephale prenes |
|  |                     |

|  | Alaskacephale gangloffi         |
|  |                                 |
|  | Pachycephalosaurus wyomingensis |
|  |                                 |

|  | Sphaerotholus |
|  |               |
|  | Sphaerotholus |
|  |               |

|  | Alaskacephale gangloffi         |
|  |                                 |
|  | Pachycephalosaurus wyomingensis |
|  |                                 |

|  | Sphaerotholus |
|  |               |
|  | Sphaerotholus |
|  |               |

|  | Acrotholus audeti   |
|  |                     |
|  | Prenocephale prenes |
|  |                     |

|  | Alaskacephale gangloffi         |
|  |                                 |
|  | Pachycephalosaurus wyomingensis |
|  |                                 |

|  | Sphaerotholus |
|  |               |
|  | Sphaerotholus |
|  |               |

|  | Alaskacephale gangloffi         |
|  |                                 |
|  | Pachycephalosaurus wyomingensis |
|  |                                 |

|  | Sphaerotholus |
|  |               |
|  | Sphaerotholus |
|  |               |

|  | Acrotholus audeti   |
|  |                     |
|  | Prenocephale prenes |
|  |                     |

|  | Alaskacephale gangloffi         |
|  |                                 |
|  | Pachycephalosaurus wyomingensis |
|  |                                 |

|  | Sphaerotholus |
|  |               |
|  | Sphaerotholus |
|  |               |

|  | Alaskacephale gangloffi         |
|  |                                 |
|  | Pachycephalosaurus wyomingensis |
|  |                                 |

|  | Sphaerotholus |
|  |               |
|  | Sphaerotholus |
|  |               |

|  | Acrotholus audeti   |
|  |                     |
|  | Prenocephale prenes |
|  |                     |

|  | Alaskacephale gangloffi         |
|  |                                 |
|  | Pachycephalosaurus wyomingensis |
|  |                                 |

|  | Sphaerotholus |
|  |               |
|  | Sphaerotholus |
|  |               |

|  | Alaskacephale gangloffi         |
|  |                                 |
|  | Pachycephalosaurus wyomingensis |
|  |                                 |

|  | Sphaerotholus |
|  |               |
|  | Sphaerotholus |
|  |               |

|  | Acrotholus audeti   |
|  |                     |
|  | Prenocephale prenes |
|  |                     |

|  | Alaskacephale gangloffi         |
|  |                                 |
|  | Pachycephalosaurus wyomingensis |
|  |                                 |

|  | Sphaerotholus |
|  |               |
|  | Sphaerotholus |
|  |               |

|  | Alaskacephale gangloffi         |
|  |                                 |
|  | Pachycephalosaurus wyomingensis |
|  |                                 |

|  | Sphaerotholus |
|  |               |
|  | Sphaerotholus |
|  |               |

|  | Acrotholus audeti   |
|  |                     |
|  | Prenocephale prenes |
|  |                     |

|  | Alaskacephale gangloffi         |
|  |                                 |
|  | Pachycephalosaurus wyomingensis |
|  |                                 |

|  | Sphaerotholus |
|  |               |
|  | Sphaerotholus |
|  |               |

|  | Alaskacephale gangloffi         |
|  |                                 |
|  | Pachycephalosaurus wyomingensis |
|  |                                 |

|  | Sphaerotholus |
|  |               |
|  | Sphaerotholus |
|  |               |

|  | Acrotholus audeti   |
|  |                     |
|  | Prenocephale prenes |
|  |                     |

|  | Alaskacephale gangloffi         |
|  |                                 |
|  | Pachycephalosaurus wyomingensis |
|  |                                 |

|  | Sphaerotholus |
|  |               |
|  | Sphaerotholus |
|  |               |

|  | Alaskacephale gangloffi         |
|  |                                 |
|  | Pachycephalosaurus wyomingensis |
|  |                                 |

|  | Sphaerotholus |
|  |               |
|  | Sphaerotholus |
|  |               |

|  | Acrotholus audeti   |
|  |                     |
|  | Prenocephale prenes |
|  |                     |

|  | Alaskacephale gangloffi         |
|  |                                 |
|  | Pachycephalosaurus wyomingensis |
|  |                                 |

|  | Sphaerotholus |
|  |               |
|  | Sphaerotholus |
|  |               |

|  | Alaskacephale gangloffi         |
|  |                                 |
|  | Pachycephalosaurus wyomingensis |
|  |                                 |

|  | Sphaerotholus |
|  |               |
|  | Sphaerotholus |
|  |               |

|  | Acrotholus audeti   |
|  |                     |
|  | Prenocephale prenes |
|  |                     |

|  | Alaskacephale gangloffi         |
|  |                                 |
|  | Pachycephalosaurus wyomingensis |
|  |                                 |

|  | Sphaerotholus |
|  |               |
|  | Sphaerotholus |
|  |               |

|  | Alaskacephale gangloffi         |
|  |                                 |
|  | Pachycephalosaurus wyomingensis |
|  |                                 |

|  | Sphaerotholus |
|  |               |
|  | Sphaerotholus |
|  |               |

|  | Acrotholus audeti   |
|  |                     |
|  | Prenocephale prenes |
|  |                     |

|  | Alaskacephale gangloffi         |
|  |                                 |
|  | Pachycephalosaurus wyomingensis |
|  |                                 |

|  | Sphaerotholus |
|  |               |
|  | Sphaerotholus |
|  |               |

|  | Alaskacephale gangloffi         |
|  |                                 |
|  | Pachycephalosaurus wyomingensis |
|  |                                 |

|  | Sphaerotholus |
|  |               |
|  | Sphaerotholus |
|  |               |

|  | Acrotholus audeti   |
|  |                     |
|  | Prenocephale prenes |
|  |                     |

|  | Alaskacephale gangloffi         |
|  |                                 |
|  | Pachycephalosaurus wyomingensis |
|  |                                 |

|  | Sphaerotholus |
|  |               |
|  | Sphaerotholus |
|  |               |

|  | Alaskacephale gangloffi         |
|  |                                 |
|  | Pachycephalosaurus wyomingensis |
|  |                                 |

|  | Sphaerotholus |
|  |               |
|  | Sphaerotholus |
|  |               |

|  | Acrotholus audeti   |
|  |                     |
|  | Prenocephale prenes |
|  |                     |

|  | Alaskacephale gangloffi         |
|  |                                 |
|  | Pachycephalosaurus wyomingensis |
|  |                                 |

|  | Sphaerotholus |
|  |               |
|  | Sphaerotholus |
|  |               |

|  | Alaskacephale gangloffi         |
|  |                                 |
|  | Pachycephalosaurus wyomingensis |
|  |                                 |

|  | Sphaerotholus |
|  |               |
|  | Sphaerotholus |
|  |               |

|  | Acrotholus audeti   |
|  |                     |
|  | Prenocephale prenes |
|  |                     |

|  | Alaskacephale gangloffi         |
|  |                                 |
|  | Pachycephalosaurus wyomingensis |
|  |                                 |

|  | Sphaerotholus |
|  |               |
|  | Sphaerotholus |
|  |               |

|  | Alaskacephale gangloffi         |
|  |                                 |
|  | Pachycephalosaurus wyomingensis |
|  |                                 |

|  | Sphaerotholus |
|  |               |
|  | Sphaerotholus |
|  |               |

|  | Acrotholus audeti   |
|  |                     |
|  | Prenocephale prenes |
|  |                     |

|  | Alaskacephale gangloffi         |
|  |                                 |
|  | Pachycephalosaurus wyomingensis |
|  |                                 |

|  | Sphaerotholus |
|  |               |
|  | Sphaerotholus |
|  |               |

|  | Alaskacephale gangloffi         |
|  |                                 |
|  | Pachycephalosaurus wyomingensis |
|  |                                 |

|  | Sphaerotholus |
|  |               |
|  | Sphaerotholus |
|  |               |

|  | Acrotholus audeti   |
|  |                     |
|  | Prenocephale prenes |
|  |                     |

|  | Alaskacephale gangloffi         |
|  |                                 |
|  | Pachycephalosaurus wyomingensis |
|  |                                 |

|  | Sphaerotholus |
|  |               |
|  | Sphaerotholus |
|  |               |

|  | Alaskacephale gangloffi         |
|  |                                 |
|  | Pachycephalosaurus wyomingensis |
|  |                                 |

|  | Sphaerotholus |
|  |               |
|  | Sphaerotholus |
|  |               |

|  | Acrotholus audeti   |
|  |                     |
|  | Prenocephale prenes |
|  |                     |

|  | Alaskacephale gangloffi         |
|  |                                 |
|  | Pachycephalosaurus wyomingensis |
|  |                                 |

|  | Sphaerotholus |
|  |               |
|  | Sphaerotholus |
|  |               |

|  | Alaskacephale gangloffi         |
|  |                                 |
|  | Pachycephalosaurus wyomingensis |
|  |                                 |

|  | Sphaerotholus |
|  |               |
|  | Sphaerotholus |
|  |               |

|  | Acrotholus audeti   |
|  |                     |
|  | Prenocephale prenes |
|  |                     |

|  | Alaskacephale gangloffi         |
|  |                                 |
|  | Pachycephalosaurus wyomingensis |
|  |                                 |

|  | Sphaerotholus |
|  |               |
|  | Sphaerotholus |
|  |               |

|  | Alaskacephale gangloffi         |
|  |                                 |
|  | Pachycephalosaurus wyomingensis |
|  |                                 |

|  | Sphaerotholus |
|  |               |
|  | Sphaerotholus |
|  |               |

|  | Acrotholus audeti   |
|  |                     |
|  | Prenocephale prenes |
|  |                     |

|  | Alaskacephale gangloffi         |
|  |                                 |
|  | Pachycephalosaurus wyomingensis |
|  |                                 |

|  | Sphaerotholus |
|  |               |
|  | Sphaerotholus |
|  |               |

|  | Alaskacephale gangloffi         |
|  |                                 |
|  | Pachycephalosaurus wyomingensis |
|  |                                 |

|  | Sphaerotholus |
|  |               |
|  | Sphaerotholus |
|  |               |

|  | Acrotholus audeti   |
|  |                     |
|  | Prenocephale prenes |
|  |                     |

|  | Alaskacephale gangloffi         |
|  |                                 |
|  | Pachycephalosaurus wyomingensis |
|  |                                 |

|  | Sphaerotholus |
|  |               |
|  | Sphaerotholus |
|  |               |

|  | Alaskacephale gangloffi         |
|  |                                 |
|  | Pachycephalosaurus wyomingensis |
|  |                                 |

|  | Sphaerotholus |
|  |               |
|  | Sphaerotholus |
|  |               |

|  | Acrotholus audeti   |
|  |                     |
|  | Prenocephale prenes |
|  |                     |

|  | Alaskacephale gangloffi         |
|  |                                 |
|  | Pachycephalosaurus wyomingensis |
|  |                                 |

|  | Sphaerotholus |
|  |               |
|  | Sphaerotholus |
|  |               |

|  | Alaskacephale gangloffi         |
|  |                                 |
|  | Pachycephalosaurus wyomingensis |
|  |                                 |

|  | Sphaerotholus |
|  |               |
|  | Sphaerotholus |
|  |               |

|  | Acrotholus audeti   |
|  |                     |
|  | Prenocephale prenes |
|  |                     |

|  | Alaskacephale gangloffi         |
|  |                                 |
|  | Pachycephalosaurus wyomingensis |
|  |                                 |

|  | Sphaerotholus |
|  |               |
|  | Sphaerotholus |
|  |               |

|  | Alaskacephale gangloffi         |
|  |                                 |
|  | Pachycephalosaurus wyomingensis |
|  |                                 |

|  | Sphaerotholus |
|  |               |
|  | Sphaerotholus |
|  |               |

|  | Acrotholus audeti   |
|  |                     |
|  | Prenocephale prenes |
|  |                     |

|  | Alaskacephale gangloffi         |
|  |                                 |
|  | Pachycephalosaurus wyomingensis |
|  |                                 |

|  | Sphaerotholus |
|  |               |
|  | Sphaerotholus |
|  |               |

|  | Alaskacephale gangloffi         |
|  |                                 |
|  | Pachycephalosaurus wyomingensis |
|  |                                 |

|  | Sphaerotholus |
|  |               |
|  | Sphaerotholus |
|  |               |

|  | Acrotholus audeti   |
|  |                     |
|  | Prenocephale prenes |
|  |                     |

|  | Alaskacephale gangloffi         |
|  |                                 |
|  | Pachycephalosaurus wyomingensis |
|  |                                 |

|  | Sphaerotholus |
|  |               |
|  | Sphaerotholus |
|  |               |

|  | Alaskacephale gangloffi         |
|  |                                 |
|  | Pachycephalosaurus wyomingensis |
|  |                                 |

|  | Sphaerotholus |
|  |               |
|  | Sphaerotholus |
|  |               |

|  | Acrotholus audeti   |
|  |                     |
|  | Prenocephale prenes |
|  |                     |

|  | Alaskacephale gangloffi         |
|  |                                 |
|  | Pachycephalosaurus wyomingensis |
|  |                                 |

|  | Sphaerotholus |
|  |               |
|  | Sphaerotholus |
|  |               |

|  | Alaskacephale gangloffi         |
|  |                                 |
|  | Pachycephalosaurus wyomingensis |
|  |                                 |

|  | Sphaerotholus |
|  |               |
|  | Sphaerotholus |
|  |               |

|  | Acrotholus audeti   |
|  |                     |
|  | Prenocephale prenes |
|  |                     |

|  | Alaskacephale gangloffi         |
|  |                                 |
|  | Pachycephalosaurus wyomingensis |
|  |                                 |

|  | Sphaerotholus |
|  |               |
|  | Sphaerotholus |
|  |               |

|  | Alaskacephale gangloffi         |
|  |                                 |
|  | Pachycephalosaurus wyomingensis |
|  |                                 |

|  | Sphaerotholus |
|  |               |
|  | Sphaerotholus |
|  |               |

|  | Acrotholus audeti   |
|  |                     |
|  | Prenocephale prenes |
|  |                     |

|  | Alaskacephale gangloffi         |
|  |                                 |
|  | Pachycephalosaurus wyomingensis |
|  |                                 |

|  | Sphaerotholus |
|  |               |
|  | Sphaerotholus |
|  |               |

|  | Alaskacephale gangloffi         |
|  |                                 |
|  | Pachycephalosaurus wyomingensis |
|  |                                 |

|  | Sphaerotholus |
|  |               |
|  | Sphaerotholus |
|  |               |

|  | Acrotholus audeti   |
|  |                     |
|  | Prenocephale prenes |
|  |                     |

|  | Alaskacephale gangloffi         |
|  |                                 |
|  | Pachycephalosaurus wyomingensis |
|  |                                 |

|  | Sphaerotholus |
|  |               |
|  | Sphaerotholus |
|  |               |

|  | Alaskacephale gangloffi         |
|  |                                 |
|  | Pachycephalosaurus wyomingensis |
|  |                                 |

|  | Sphaerotholus |
|  |               |
|  | Sphaerotholus |
|  |               |

|  | Acrotholus audeti   |
|  |                     |
|  | Prenocephale prenes |
|  |                     |

|  | Alaskacephale gangloffi         |
|  |                                 |
|  | Pachycephalosaurus wyomingensis |
|  |                                 |

|  | Sphaerotholus |
|  |               |
|  | Sphaerotholus |
|  |               |

|  | Alaskacephale gangloffi         |
|  |                                 |
|  | Pachycephalosaurus wyomingensis |
|  |                                 |

|  | Sphaerotholus |
|  |               |
|  | Sphaerotholus |
|  |               |

|  | Acrotholus audeti   |
|  |                     |
|  | Prenocephale prenes |
|  |                     |

|  | Alaskacephale gangloffi         |
|  |                                 |
|  | Pachycephalosaurus wyomingensis |
|  |                                 |

|  | Sphaerotholus |
|  |               |
|  | Sphaerotholus |
|  |               |

|  | Alaskacephale gangloffi         |
|  |                                 |
|  | Pachycephalosaurus wyomingensis |
|  |                                 |

|  | Sphaerotholus |
|  |               |
|  | Sphaerotholus |
|  |               |

|  | Acrotholus audeti   |
|  |                     |
|  | Prenocephale prenes |
|  |                     |

|  | Alaskacephale gangloffi         |
|  |                                 |
|  | Pachycephalosaurus wyomingensis |
|  |                                 |

|  | Sphaerotholus |
|  |               |
|  | Sphaerotholus |
|  |               |

|  | Alaskacephale gangloffi         |
|  |                                 |
|  | Pachycephalosaurus wyomingensis |
|  |                                 |

|  | Sphaerotholus |
|  |               |
|  | Sphaerotholus |
|  |               |

|  | Acrotholus audeti   |
|  |                     |
|  | Prenocephale prenes |
|  |                     |

|  | Alaskacephale gangloffi         |
|  |                                 |
|  | Pachycephalosaurus wyomingensis |
|  |                                 |

|  | Sphaerotholus |
|  |               |
|  | Sphaerotholus |
|  |               |

|  | Alaskacephale gangloffi         |
|  |                                 |
|  | Pachycephalosaurus wyomingensis |
|  |                                 |

|  | Sphaerotholus |
|  |               |
|  | Sphaerotholus |
|  |               |

|  | Acrotholus audeti   |
|  |                     |
|  | Prenocephale prenes |
|  |                     |

|  | Alaskacephale gangloffi         |
|  |                                 |
|  | Pachycephalosaurus wyomingensis |
|  |                                 |

|  | Sphaerotholus |
|  |               |
|  | Sphaerotholus |
|  |               |

|  | Alaskacephale gangloffi         |
|  |                                 |
|  | Pachycephalosaurus wyomingensis |
|  |                                 |

|  | Sphaerotholus |
|  |               |
|  | Sphaerotholus |
|  |               |

|  | Acrotholus audeti   |
|  |                     |
|  | Prenocephale prenes |
|  |                     |

|  | Alaskacephale gangloffi         |
|  |                                 |
|  | Pachycephalosaurus wyomingensis |
|  |                                 |

|  | Sphaerotholus |
|  |               |
|  | Sphaerotholus |
|  |               |

|  | Alaskacephale gangloffi         |
|  |                                 |
|  | Pachycephalosaurus wyomingensis |
|  |                                 |

|  | Sphaerotholus |
|  |               |
|  | Sphaerotholus |
|  |               |

|  | Acrotholus audeti   |
|  |                     |
|  | Prenocephale prenes |
|  |                     |

|  | Alaskacephale gangloffi         |
|  |                                 |
|  | Pachycephalosaurus wyomingensis |
|  |                                 |

|  | Sphaerotholus |
|  |               |
|  | Sphaerotholus |
|  |               |

|  | Alaskacephale gangloffi         |
|  |                                 |
|  | Pachycephalosaurus wyomingensis |
|  |                                 |

|  | Sphaerotholus |
|  |               |
|  | Sphaerotholus |
|  |               |

|  | Acrotholus audeti   |
|  |                     |
|  | Prenocephale prenes |
|  |                     |

|  | Alaskacephale gangloffi         |
|  |                                 |
|  | Pachycephalosaurus wyomingensis |
|  |                                 |

|  | Sphaerotholus |
|  |               |
|  | Sphaerotholus |
|  |               |

|  | Alaskacephale gangloffi         |
|  |                                 |
|  | Pachycephalosaurus wyomingensis |
|  |                                 |

|  | Sphaerotholus |
|  |               |
|  | Sphaerotholus |
|  |               |

|  | Acrotholus audeti   |
|  |                     |
|  | Prenocephale prenes |
|  |                     |

|  | Alaskacephale gangloffi         |
|  |                                 |
|  | Pachycephalosaurus wyomingensis |
|  |                                 |

|  | Sphaerotholus |
|  |               |
|  | Sphaerotholus |
|  |               |

|  | Alaskacephale gangloffi         |
|  |                                 |
|  | Pachycephalosaurus wyomingensis |
|  |                                 |

|  | Sphaerotholus |
|  |               |
|  | Sphaerotholus |
|  |               |

|  | Acrotholus audeti   |
|  |                     |
|  | Prenocephale prenes |
|  |                     |

|  | Alaskacephale gangloffi         |
|  |                                 |
|  | Pachycephalosaurus wyomingensis |
|  |                                 |

|  | Sphaerotholus |
|  |               |
|  | Sphaerotholus |
|  |               |

|  | Alaskacephale gangloffi         |
|  |                                 |
|  | Pachycephalosaurus wyomingensis |
|  |                                 |

|  | Sphaerotholus |
|  |               |
|  | Sphaerotholus |
|  |               |

|  | Acrotholus audeti   |
|  |                     |
|  | Prenocephale prenes |
|  |                     |

|  | Alaskacephale gangloffi         |
|  |                                 |
|  | Pachycephalosaurus wyomingensis |
|  |                                 |

|  | Sphaerotholus |
|  |               |
|  | Sphaerotholus |
|  |               |

|  | Alaskacephale gangloffi         |
|  |                                 |
|  | Pachycephalosaurus wyomingensis |
|  |                                 |

|  | Sphaerotholus |
|  |               |
|  | Sphaerotholus |
|  |               |

|  | Acrotholus audeti   |
|  |                     |
|  | Prenocephale prenes |
|  |                     |

|  | Alaskacephale gangloffi         |
|  |                                 |
|  | Pachycephalosaurus wyomingensis |
|  |                                 |

|  | Sphaerotholus |
|  |               |
|  | Sphaerotholus |
|  |               |

|  | Alaskacephale gangloffi         |
|  |                                 |
|  | Pachycephalosaurus wyomingensis |
|  |                                 |

|  | Sphaerotholus |
|  |               |
|  | Sphaerotholus |
|  |               |

|  | Acrotholus audeti   |
|  |                     |
|  | Prenocephale prenes |
|  |                     |

|  | Alaskacephale gangloffi         |
|  |                                 |
|  | Pachycephalosaurus wyomingensis |
|  |                                 |

|  | Sphaerotholus |
|  |               |
|  | Sphaerotholus |
|  |               |

|  | Alaskacephale gangloffi         |
|  |                                 |
|  | Pachycephalosaurus wyomingensis |
|  |                                 |

|  | Sphaerotholus |
|  |               |
|  | Sphaerotholus |
|  |               |

|  | Acrotholus audeti   |
|  |                     |
|  | Prenocephale prenes |
|  |                     |

|  | Alaskacephale gangloffi         |
|  |                                 |
|  | Pachycephalosaurus wyomingensis |
|  |                                 |

|  | Sphaerotholus |
|  |               |
|  | Sphaerotholus |
|  |               |

|  | Alaskacephale gangloffi         |
|  |                                 |
|  | Pachycephalosaurus wyomingensis |
|  |                                 |

|  | Sphaerotholus |
|  |               |
|  | Sphaerotholus |
|  |               |

|  | Acrotholus audeti   |
|  |                     |
|  | Prenocephale prenes |
|  |                     |

|  | Alaskacephale gangloffi         |
|  |                                 |
|  | Pachycephalosaurus wyomingensis |
|  |                                 |

|  | Sphaerotholus |
|  |               |
|  | Sphaerotholus |
|  |               |

|  | Alaskacephale gangloffi         |
|  |                                 |
|  | Pachycephalosaurus wyomingensis |
|  |                                 |

|  | Sphaerotholus |
|  |               |
|  | Sphaerotholus |
|  |               |

|  | Acrotholus audeti   |
|  |                     |
|  | Prenocephale prenes |
|  |                     |

|  | Alaskacephale gangloffi         |
|  |                                 |
|  | Pachycephalosaurus wyomingensis |
|  |                                 |

|  | Sphaerotholus |
|  |               |
|  | Sphaerotholus |
|  |               |

|  | Alaskacephale gangloffi         |
|  |                                 |
|  | Pachycephalosaurus wyomingensis |
|  |                                 |

|  | Sphaerotholus |
|  |               |
|  | Sphaerotholus |
|  |               |

|  | Acrotholus audeti   |
|  |                     |
|  | Prenocephale prenes |
|  |                     |

|  | Alaskacephale gangloffi         |
|  |                                 |
|  | Pachycephalosaurus wyomingensis |
|  |                                 |

|  | Sphaerotholus |
|  |               |
|  | Sphaerotholus |
|  |               |

|  | Alaskacephale gangloffi         |
|  |                                 |
|  | Pachycephalosaurus wyomingensis |
|  |                                 |

|  | Sphaerotholus |
|  |               |
|  | Sphaerotholus |
|  |               |

|  | Acrotholus audeti   |
|  |                     |
|  | Prenocephale prenes |
|  |                     |

|  | Alaskacephale gangloffi         |
|  |                                 |
|  | Pachycephalosaurus wyomingensis |
|  |                                 |

|  | Sphaerotholus |
|  |               |
|  | Sphaerotholus |
|  |               |

|  | Alaskacephale gangloffi         |
|  |                                 |
|  | Pachycephalosaurus wyomingensis |
|  |                                 |

|  | Sphaerotholus |
|  |               |
|  | Sphaerotholus |
|  |               |

|  | Acrotholus audeti   |
|  |                     |
|  | Prenocephale prenes |
|  |                     |

|  | Alaskacephale gangloffi         |
|  |                                 |
|  | Pachycephalosaurus wyomingensis |
|  |                                 |

|  | Sphaerotholus |
|  |               |
|  | Sphaerotholus |
|  |               |

|  | Alaskacephale gangloffi         |
|  |                                 |
|  | Pachycephalosaurus wyomingensis |
|  |                                 |

|  | Sphaerotholus |
|  |               |
|  | Sphaerotholus |
|  |               |

|  | Acrotholus audeti   |
|  |                     |
|  | Prenocephale prenes |
|  |                     |

|  | Alaskacephale gangloffi         |
|  |                                 |
|  | Pachycephalosaurus wyomingensis |
|  |                                 |

|  | Sphaerotholus |
|  |               |
|  | Sphaerotholus |
|  |               |

|  | Alaskacephale gangloffi         |
|  |                                 |
|  | Pachycephalosaurus wyomingensis |
|  |                                 |

|  | Sphaerotholus |
|  |               |
|  | Sphaerotholus |
|  |               |

|  | Acrotholus audeti   |
|  |                     |
|  | Prenocephale prenes |
|  |                     |

|  | Alaskacephale gangloffi         |
|  |                                 |
|  | Pachycephalosaurus wyomingensis |
|  |                                 |

|  | Sphaerotholus |
|  |               |
|  | Sphaerotholus |
|  |               |

|  | Alaskacephale gangloffi         |
|  |                                 |
|  | Pachycephalosaurus wyomingensis |
|  |                                 |

|  | Sphaerotholus |
|  |               |
|  | Sphaerotholus |
|  |               |

|  | Acrotholus audeti   |
|  |                     |
|  | Prenocephale prenes |
|  |                     |

|  | Alaskacephale gangloffi         |
|  |                                 |
|  | Pachycephalosaurus wyomingensis |
|  |                                 |

|  | Sphaerotholus |
|  |               |
|  | Sphaerotholus |
|  |               |

|  | Alaskacephale gangloffi         |
|  |                                 |
|  | Pachycephalosaurus wyomingensis |
|  |                                 |

|  | Sphaerotholus |
|  |               |
|  | Sphaerotholus |
|  |               |

|  | Acrotholus audeti   |
|  |                     |
|  | Prenocephale prenes |
|  |                     |

|  | Alaskacephale gangloffi         |
|  |                                 |
|  | Pachycephalosaurus wyomingensis |
|  |                                 |

|  | Sphaerotholus |
|  |               |
|  | Sphaerotholus |
|  |               |

|  | Alaskacephale gangloffi         |
|  |                                 |
|  | Pachycephalosaurus wyomingensis |
|  |                                 |

|  | Sphaerotholus |
|  |               |
|  | Sphaerotholus |
|  |               |

|  | Acrotholus audeti   |
|  |                     |
|  | Prenocephale prenes |
|  |                     |

|  | Alaskacephale gangloffi         |
|  |                                 |
|  | Pachycephalosaurus wyomingensis |
|  |                                 |

|  | Sphaerotholus |
|  |               |
|  | Sphaerotholus |
|  |               |

|  | Alaskacephale gangloffi         |
|  |                                 |
|  | Pachycephalosaurus wyomingensis |
|  |                                 |

|  | Sphaerotholus |
|  |               |
|  | Sphaerotholus |
|  |               |